# نیک جنینگز
نیک جنینگز (انگلیسی: Nick Jennings؛ زادهٔ ۸ ژوئیهٔ ۱۹۶۵) کارگردان، هنرمند، نویسنده و تهیه‌کننده اهل ایالات متحده آمریکا است. وی از سال ۱۹۸۸ میلادی تاکنون مشغول فعالیت بوده‌است. وی همچنین برندهٔ جوایزی همچون جوایز امی ساعات پربیننده شده‌است.